# Alonej Abba
Alonej Abba nebo Allonej Abba, (hebrejsky אַלּוֹנֵי אַבָּא, doslova "Abbovy duby", anglicky Alonei Abba, v oficiálním seznamu sídel Allone Abba) je vesnice typu mošav v Izraeli, v Severním distriktu, v Oblastní radě Jizre'elské údolí.

## Geografie
Leží v nadmořské výšce 165 metrů na západním okraji Jizre'elského údolí, na úpatí pahorků Dolní Galileji, v oblasti s intenzivním zemědělstvím.
Vesnice se nachází cca 17 kilometrů severozápadně od města Afula, cca 80 kilometrů severovýchodně od centra Tel Avivu a cca 20 kilometrů jihovýchodně od centra Haify. Alonej Abba obývají Židé, přičemž osídlení v tomto regionu je smíšené - jižním směrem převládají v údolí židovská sídla. Na severní straně začíná kopcovitá krajina s výrazným zastoupením obcí, které obývají izraelští Arabové (například město Basmat Tab'un cca 2 kilometry odtud).
Alonej Abba je na dopravní síť napojen pomocí lokální silnice číslo 7513.

## Dějiny
Alonej Abba byl pod nynějším jménem jako židovské sídlo založen v roce 1948. Vesnice ale vznikla už počátkem 20. století (roku 1907) jako osada německé křesťanské sekty Templeři pod jménem Waldheim společně s nedalekou vesnicí Betlehem in Galiläa (dnes Bejt Lechem ha-Glilit). V roce 1916 ve vesnici vyrostl protestantský kostel (dodnes dochovaný). Ve 30. letech 20. století část Templerů v Palestině ovlivnila nacistická ideologie. Za 2. světové války byla proto tato komunita britskými úřady internována a deportována.
7. května 1948 se v opuštěné vesnici usadili židovští obyvatelé. Skupina osadníků se zformovala už v roce 1940. Šlo o židovské přistěhovalce z Rumunska, kteří byli po nějaký čas internováni Brity v táboře v Atlit. V letech 1942-1948 pak procházeli zemědělským výcvikem v osadě Ašdot Ja'akov. Na osidlování vesnice se podíleli členové mládežnického hnutí ha-No'ar ha-cijoni.
Alonej Abba je pojmenován podle Abby Berdičeva, člena původního osadnického jádra, který byl během druhé světové války nasazen do bojové mise (Operace Amsterdam) v Evropě a zabit na území Slovenska. V září 1948 se
tu rovněž krátce usadila skupina členů židovského protinacistického odboje, kteří do Izraele přišli z Polska a Litvy. Kvůli nedostatku zemědělské půdy ale v roce 1949 odešli a založili pak u pobřeží Středozemního moře kibuc Lochamej ha-Geta'ot.
Nová židovská vesnice byla původně organizována jako kolektivní kibuc. Roku 1951 se změnila na o něco méně kolektivní sídlo typu mošav. Během ekonomické krize izraelských mošavů v 80. letech 20. století se hospodaření Alonej Abba dále reformovalo směrem k individuálnímu modelu.
Ekonomika je založena zčásti na zemědělství, z větší části na turistickém ruchu. Část obyvatel dojíždí za prací mimo obec. Zařízení předškolní péče o děti jsou v sousedním Bejt Lechem ha-Glilit, základní škola v nedaleké vesnici Kfar Jehošua. V Alonej Abba funguje veřejná knihovna, sportovní areály a společenské středisko.
Na počátku 21. století prošla vesnice velkou stavební expanzí s cca 100 novými bytovými jednotkami, do kterých se přistěhovali i soukromí rezidenti (bez vazby na původní struktury mošavu).

## Demografie
Obyvatelstvo mošavu Alonej Abba je sekulární. Podle údajů z roku 2014 tvořili naprostou většinu obyvatel v Alonej Abba Židé (včetně statistické kategorie "ostatní", která zahrnuje nearabské obyvatele židovského původu ale bez formální příslušnosti k židovskému náboženství).
Jde o menší sídlo vesnického typu s dlouhodobě rychle rostoucí populací. K 31. prosinci 2014 zde žilo 988 lidí. Během roku 2014 populace stoupla o 1,2 %.
| Rok            | 1948 | 1961 | 1972 | 1983 | 1995 | 2001 | 2003 | 2004 | 2005 | 2006 | 2007 | 2008 | 2009 | 2010 | 2011 | 2012 | 2013 | 2014 |
| -------------- | ---- | ---- | ---- | ---- | ---- | ---- | ---- | ---- | ---- | ---- | ---- | ---- | ---- | ---- | ---- | ---- | ---- | ---- |
| Počet obyvatel | 160  | 244  | 220  | 207  | 234  | 277  | 292  | 317  | 347  | 387  | 483  | 682  | 773  | 844  | 919  | 928  | 976  | 988  |